# Masque Ngontang

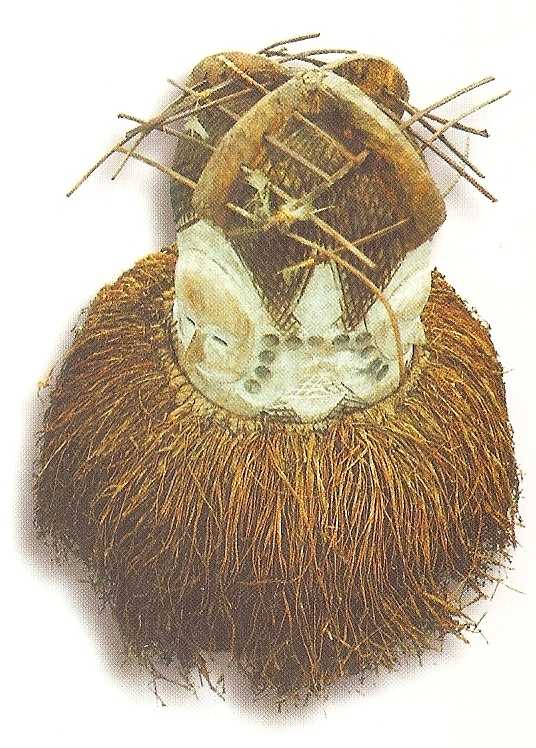
Masque Ngontang

Le masque Ngontang est un masque traditionnel gabonais originaire du groupe ethnique Fang dans la région du Woleu-Ntem (Gabon).

## Description
Hauteur 27 cm, diamètre 23 cm.
Ce masque, haut de près de 30 cm et large de plus de 20 (pour celui représenté ci-dessus) est composé de quatre visages blancs sur fond noir.
Il est taillé dans du bois tendre et des fibres de raphia enserrent son cou, la tête étant recouverte d'une peau de bête et de plumes.
Le masque central, percé de trous, est plus grand que les trois autres et pourrait représenter un homme avec ses trois femmes ou éventuellement une femme supérieure ou un esprit de femme, avec ses compagnes. 

## Utilisation
Le masque est porté par un homme qui dissimule son corps et ses membres. Le corps du danseur est recouvert de vêtements et une collerette de fibres attachées au heaume protège cou et épaule. 
À la taille sont attachées des fibres et des peaux de bête. De même, des fibres de raphia retombant des manches et du pantalon dissimulent mains et pieds.
Le porteur du masque "Ngontang", lors de rites diurnes, danse dans la cour du village pour des fêtes familiales (deuil, retrait de deuil, naissance, grand palabre). Au moment de la danse, le porteur est possédé par un esprit.
Le masque du "Ngontang" représente l'esprit venu du monde des défunts, d'au-delà de la mer, du pays des Blancs (d'où, semble t-il, son nom qui signifie "la jeune fille blanche"). La multiplication des visages correspond au don de clairvoyance de l'esprit représenté.
Ce type de masque apparaît aussi dans les danses "Minkuk" de la province de l'Estuaire, du Moyen-Ogooué et de l'Ogooué-Ivindo.